# 雲林縣土庫鎮埤腳國民小學
雲林縣土庫鎮埤腳國民小學（英語：Pijiao Elementary School），簡稱埤腳國小，是位在中華民國臺灣省雲林縣土庫鎮的一所公立國民小學。現任校長為陳文詠（截至2018年8月為止）。
該校校區面積約1.15公頃。地理位置位於土庫鎮西南隅，與元長鄉子茂村相鄰。學區包含埤腳、扶朝、綺湖三社區，社區居民以務農為主。

## 歷史
埤腳國小成立於1921年（大正十年）4月，時為臺南州虎尾郡土庫公學校（今雲林縣土庫鎮土庫國民小學）埤腳分離教室，1923年改稱埤腳分教場，1940年獨立為埤腳公學校，首任學校長坂田靖，次年因應日台共學政策改制為國民學校。
第二次世界大戰後，中華民國國民政府軍事接管臺灣，改臺南州虎尾郡土庫街為臺南縣虎尾區土庫鎮，該校亦改隸屬於土庫鎮。1945年10月由陳清澤擔任戰後首任校長。次年4月由黃如山任第二任校長。1950年臺灣省實施地方自治，土庫鎮改隸雲林縣。1956年設立無底潭分校（1959年獨立為秀潭國民學校，即今秀潭國小）。1968年因實施九年國教而改制為國民小學。
2018年8月陳文詠接任第十五任校長。

## 外部連結
- 官方网站